# 2-氨基粘康酸
2-氨基粘康酸是一种多不饱和的非蛋白α-氨基二羧酸，分子式C6H7NO4，是色氨酸的代谢中间产物。